# إدي كينا
إدي كينا (بالإنجليزية: Eddie Kenna)‏ هو لاعب كرة قاعدة أمريكي، ولد في 30 سبتمبر 1897 في سان فرانسيسكو في الولايات المتحدة، وتوفي بنفس المكان في 21 أغسطس 1972.

## وصلات خارجية
- إدي كينا على موقعبيزبول رفرنس.كوم (الدوري الرئيسي) (الإنجليزية)
- إدي كينا على موقعبيزبول رفرنس.كوم (الدوري الثانوي) (الإنجليزية)